# Ovid (villa)
Ovid es una villa ubicada en el condado de Seneca en el estado estadounidense de Nueva York. En el año 2000 tenía una población de 612 habitantes y una densidad poblacional de 564 personas por km².

## Geografía
Ovid se encuentra ubicada en las coordenadas 42°40′39″N 76°49′28″O / 42.67750, -76.82444.

## Demografía
Según la Oficina del Censo en 2000 los ingresos medios por hogar en la localidad eran de $30,227, y los ingresos medios por familia eran $35,625. Los hombres tenían unos ingresos medios de $28,750 frente a los $23,750 para las mujeres. La renta per cápita para la localidad era de $15,666. Alrededor del 12.4% de la población estaban por debajo del umbral de pobreza.